# Майстер Грей
Майстер Грей (крос домашніх курей) (англ. Rhode Island Red) — крос домашніх курей м'ясо-яєчного напрямку продуктивності.

## Історія
Кросс виведений на підприємстві Hubbard, що має понад столітній досвід селекції курей.

## Продуктивність
Вага курей до 3,5-4 кг, півнів — до 7 кг. Нестись починають в 3,5 місяці. Яйценоскість до 300 яєць на рік. Маса яйця — біля 65-70 грамів. Колір скорлупи кремовий або коричневий.

## Екстер'єр
Забарвлення — біло-сіре. Спина і живіт більш світлі. Більш темна хвостова частина. Гребінь і сережки яскраво червоні. Лапи оранжеві. Добові курчата блідо-жовті, майже білі. Кінчики крил темні, на макушці тема пляма.